# Isoindolinonpigment

Pigment Yellow 110

Isoindolinon

Isoindolinonpigment är en grupp syntetiska, organiska pigment i färger från grönaktigt gult till rött. De är derivat av isoindolinon, som är en isoindolin med en ketongrupp.
De pigment som fått störst användning ligger inom det gula färgområdet och har i sin struktur två klorerade isoindolinoner (tetrakloroisoindolinon) med azometinbindningar till en mellanliggande brygga.
| Pigment Yellow 109 | 56284  | Gröntonad gul, även rödtonade varianter | [ 2 ] [ 3 ]       |
| Pigment Yellow 110 | 56280  | Rödtonad gul                            | [ 2 ] [ 3 ] [ 4 ] |
| Pigment Yellow 173 | 561600 | Gröntonad gul                           | [ 2 ] [ 3 ]       |
| Pigment Yellow 177 |        | Komplex med zink                        | [ 1 ]             |
| Pigment Yellow 179 |        | Rödtonad gul. Komplex med kobolt.       | [ 1 ] [ 2 ]       |
| Pigment Orange 61  | 11265  | Gulaktig orange. Måttlig ljusäkthet.    | [ 2 ] [ 3 ]       |